# Пайде (футбольний клуб)
«Пайде» (ест. Paide Linnameeskond) — естонський футбольний клуб з міста Пайде, заснований в 1990 році. Домашні матчі команда проводить на стадіоні «Пайде», що вміщає 268 глядачів.

## Історія
Футбольний клуб «Пайде» був заснований в 1990 році. У 2008 році команда зайняла 4 місце в другому за рівнем дивізіоні і, перемігши в перехідних матчах «Вапрус», здобула право виступати у вищій лізі країни. У дебютному сезоні 2009 команда посіла 9 місце у Преміум-Лізі і мала зіграти в матчах плей-оф з клубом другого дивізіону «Валга». У сезоні 2014/15 клуб вперше у своїй історії вийшов у фінал Кубка Естонії, де з рахунком 2:0 програв таллінському клубу «Нимме Калью».

## Досягнення
- Кубок Естонії
  - Переможець (1): 2021—22
  - Фіналіст (1): 2014—15

- Суперкубок Естонії
  - Володар (1): 2023
  - Фіналіст (1): 2021

## Статистика виступів

### Результати виступів
| Сезон | Дивізион     | Місце | І  | В  | Н  | П  | ГЗ | ГП | О  | Кубок Естонії |
| ----- | ------------ | ----- | -- | -- | -- | -- | -- | -- | -- | ------------- |
| 2008  | Есілііга     | 4     | 36 | 14 | 12 | 10 | 58 | 44 | 54 |               |
| 2009  | Преміум Ліга | 9     | 36 | 6  | 4  | 26 | 21 | 97 | 22 |               |
| 2010  | Преміум Ліга | 8     | 36 | 6  | 7  | 23 | 30 | 79 | 25 | 1/32 фіналу   |
| 2011  | Преміум Ліга | 6     | 36 | 13 | 6  | 17 | 40 | 51 | 45 | 1/32 фіналу   |
| 2012  | Преміум Ліга | 6     | 36 | 11 | 9  | 16 | 34 | 52 | 42 | 1/2 фіналу    |
| 2013  | Преміум Ліга | 5     | 36 | 15 | 2  | 19 | 43 | 58 | 47 | 1/16 фіналу   |
| 2014  | Преміум Ліга | 6     | 36 | 9  | 8  | 19 | 39 | 67 | 35 | 1/8 фіналу    |
| 2015  | Преміум Ліга | 7     | 36 | 9  | 6  | 21 | 50 | 73 | 33 | Фінал         |